# Bathyglycinde cedroensis
Bathyglycinde cedroensis är en ringmaskart som beskrevs av Fauchald 1972. Bathyglycinde cedroensis ingår i släktet Bathyglycinde och familjen Goniadidae. Inga underarter finns listade i Catalogue of Life.